# Municipio de Mercer (Dakota del Norte)
El municipio de Mercer (en inglés: Mercer Township) es un municipio ubicado en el condado de McLean en el estado estadounidense de Dakota del Norte. En el año 2010 tenía una población de 35 habitantes y una densidad poblacional de 0,38 personas por km².

## Geografía
El municipio de Mercer se encuentra ubicado en las coordenadas 47°27′31″N 100°46′10″O / 47.45861, -100.76944. Según la Oficina del Censo de los Estados Unidos, el municipio tiene una superficie total de 92.86 km², de la cual 90,92 km² corresponden a tierra firme y (2,09 %) 1,94 km² es agua.

## Demografía
Según el censo de 2010, había 35 personas residiendo en el municipio de Mercer. La densidad de población era de 0,38 hab./km². De los 35 habitantes, el municipio de Mercer estaba compuesto por el 97,14 % blancos, el 2,86 % eran amerindios. Del total de la población el 0 % eran hispanos o latinos de cualquier raza.